# Rafael Zúñiga Carreón
Rafael Zúñiga Carreón (8 de junio de 1969) es un deportista mexicano que compitió en taekwondo.
Ganó una medalla en el Campeonato Mundial de Taekwondo de 1997, Y dos medallas en el Campeonato Panamericano de Taekwondo en los años 1994 y 1996. En los Juegos Panamericanos consiguió dos medallas en los años 1991 y 1995.

## Palmarés internacional
| Campeonato Mundial      | Campeonato Mundial        | Campeonato Mundial | Campeonato Mundial |
| Año                     | Lugar                     | Medalla            | Categoría          |
| ----------------------- | ------------------------- | ------------------ | ------------------ |
| 1997                    | Hong Kong (China)         | Medalla de bronce  | –64 kg             |
| Juegos Panamericanos    |                           |                    |                    |
| Año                     | Lugar                     | Medalla            | Categoría          |
| 1991                    | La Habana (Cuba)          | Medalla de bronce  | –58 kg             |
| 1995                    | Mar del Plata (Argentina) | Medalla de oro     | –58 kg             |
| Campeonato Panamericano |                           |                    |                    |
| Año                     | Lugar                     | Medalla            | Categoría          |
| 1994                    | Heredia (Costa Rica)      | Medalla de oro     | –58 kg             |
| 1996                    | La Habana (Cuba)          | Medalla de bronce  | –64 kg             |